# Teodorów Duży
Teodorów Duży (do 2019: Teodorów Wielki) – wieś w Polsce, położona w województwie łódzkim, w powiecie radomszczańskim, w gminie Kodrąb.
| SIMC    | Nazwa    | Rodzaj    |
| ------- | -------- | --------- |
| 0543670 | Stefania | część wsi |

W latach 1975–1998 wieś administracyjnie należała do województwa piotrkowskiego.